# Lene Kaaberbøl
Lene Kaaberbøl (Kopenhagen, 24 maart 1960) is een schrijfster van fantasyboeken. 

## Biografie
Kaaberbøl groeide op in Malling in de buurt van Århus. Ze studeerde bij Aarhus Katedraisole en was werkzaam als lerares op de middelbare school en als vertaler. Ze won in 2004 de Nordisk Skolebibliotekarforenings Børnebogspris.

### Skammerens børn
1. Skammerens datter, 2000 (Nederlands: De gave van Dina)
2. Skammertegnet, 2001
3. Slangens gave, 2001
4. Skammerkrigen, 2003,

### Katriona-trilogie
1. Sølvhesten – historien om Katriona Teresadatter, 1992
2. Hermelinen – historien om Katriona Trivallia, 1994
3. Isfuglen – historien om Katriona Bredinari, 2000

### Vildheks (De wilde heks)
1. Ildprøven, 2010 (Nederlands: De vuurproef)
2. Viridians Blod, 2011 (Nederlands: De boodschap van de valk)
3. Kimæras Hævn, 2011 (Nederlands: De wraak van Chimaera)
4. Blodsungen, 2012 (Nederlands: Bloedzussen)
5. Fjendeblod, 2013 (Nederlands: Het labyrint van het verleden)
6. Genkommeren, 2014 (Nederlands: De belofte)

### W.I.T.C.H.
1. Salamanderens hjerte, 2002
2. Stilnerens musik, 2002
3. Havets ild, 2002
4. Grøn magi, 2002
5. Den Grusomme Kejserinde, 2002

### Krystalfuglene
1. Krystalfuglene I: Stenfalken, 2003
2. Krystalfuglene II: Ørnekløer, 2003
3. Krystalfuglene III: Uglens skygge
4. Krystalfuglene IV: Den gyldne føniks, 2003

### Madeleine Karno
1. Kadaverdoktoren, 2010
2. Det levende kød, 2013

### Nina Borg (samen metAgneta Friis)
- Drengen i kufferten, 2008 (Nederlands: De jongen in de koffer)
- Et stille umærkeligt drab, 2010  (Nederlands: Een stille dood)
- Nattegalens Død, 2011 (Nederlands: De dood van de nachtegaal)

- Bibsys: 90407043
- Biblioteca Nacional de España: XX1677445
- Bibliothèque nationale de France: cb15739165q (data)
- Catàleg d'autoritats de noms i títols de Catalunya: 981058530431406706
- Gemeinsame Normdatei: 123324904
- International Standard Name Identifier: 0000 0001 2021 7854
- Library of Congress Control Number: n2003047905
- Nationale Bibliotheek van Letland: 000011645
- MusicBrainz: 93a6c0f7-1b2a-4c90-9beb-5ccaeff3e925
- Bibliotheek van het Japanse parlement: 00906461
- Nationale Bibliotheek van Tsjechië: xx0002768
- Nationale Bibliotheek van Israël: 987007513316705171
- Nederlandse Thesaurus van Auteursnamen: 239849108
- Istituto Centrale per il Catalogo Unico: UBOV802652
- LIBRIS: 365744
- Système universitaire de documentation: 168945630
- Virtual International Authority File: 17553787
- WorldCat: E39PBJtGY4wBpjCDRrcBHPYF8C